# Johann Holwarda
Johannes Phocylides Holwarda (Holwerd, 1618 – 22 gennaio 1651) è stato un astronomo e fisico olandese.
Nato Jan Fokkesz, è noto principalmente con la forma latina del suo nome, ma specialmente in Olanda è citato anche col nome di nascita o come Jan Fokker. Nato in Frisia, insegnò filosofia all'Università di Franeker dal 1639 al 1651.
Holwarda è ricordato per le sue ricerche sulla stella Mira Ceti: durante uno studio sistematico effettuato nel 1638, scoprì che la stella, situata nella costellazione della Balena (in latino Cetus), scompariva e riappariva secondo un ciclo variabile di circa 330 giorni. In seguito Johannes Hevelius scoprì che le variazioni di luminosità della stella, oltre che seguire il ciclo regolare da lui scoperto, si manifestavano anche in modo irregolare.
Fu anche un sostenitore dell'atomismo. Il suo trattato Philosophia Naturalis, seu Physica Vetus-Nova, pubblicato postumo nel 1651, definisce la materia e la forma: la materia è estesa e divisa in atomi, mentre la forma è la trama di atomi; gli organismi sono formati da atomi e vuoto: gli atomi, che distingue in semplici e composti, sono corpuscoli solidi che ricevono il moto direttamente da Dio.